# Francisco Javier Stegmeier Schmidlin
Pour les articles homonymes, voir Schmidlin.
Francisco Javier Stegmeier Schmidlin, né le 19 mai 1962 à Los Ángeles au Chili est un évêque catholique chilien, actuel évêque de Villarrica.

## Biographie
Il naît dans une famille d'émigrés allemands. Il étudie au lycée allemand des missionnaires verbistes de Los Ángeles. Il étudie à l'université de la Sainte-Croix de Rome où il obtient une licence en théologie. En 1982, il entre au séminaire San Rafael de Concepción. Il est ordonné prêtre le 3 décembre 1988 pour le diocèse de Los Ángeles. 
Il devient vicaire à la paroisse de la Sainte-Famille de Los Ángeles, professeur au séminaire de Concepción, puis professeur de dogmatisme à l'institut théologique de l'université de Concepción. En 2006, il est nommé recteur du séminaire de Concepción. Le 7 février 2009, il est nommé évêque de Villarrica par Benoît XVI et consacré par le nonce apostolique au Chili, Mgr Giuseppe Pinto. Il prend pour devise Veritas in caritate.